# Лутково (Вышневолоцкий район)
Лутково — опустевшая деревня в Вышневолоцком городском округе Тверской области.

## География
Находится в центральной части Тверской области на расстоянии приблизительно 24 км по прямой на север от вокзала железнодорожной станции Вышний Волочёк на левом берегу реки Мста.

## История
На карте 1825 года деревня (тогда Луткова) уже была отмечена. В 1859 году здесь (деревня Вышневолоцкого уезда) было учтено 6 дворов. До 2019 года входила в состав ныне упразднённого Солнечного сельского поселения Вышневолоцкого муниципального района. Ныне опустела.

## Население
Численность населения составляла 39 человек (1859 год), 0 в 2002 году, 1 в 2010.